# Спінуш (комуна)
Спінуш (рум. Spinuș) — комуна у повіті Біхор в Румунії. До складу комуни входять такі села (дані про населення за 2002 рік):
- Гурбешть (151 особа)
- Недар (212 осіб)
- Селіште (264 особи)
- Спінуш (446 осіб) — адміністративний центр комуни
- Чулешть (210 осіб)

Комуна розташована на відстані 431 км на північний захід від Бухареста, 24 км на північний схід від Ораді, 116 км на північний захід від Клуж-Напоки.

## Населення
За даними перепису населення 2002 року у комуні проживали 1283 особи.
Національний склад населення комуни:
| Національність | Кількість осіб | Відсоток |
| -------------- | -------------- | -------- |
| румуни         | 1101           | 85,8%    |
| цигани         | 100            | 7,8%     |
| угорці         | 77             | 6,0%     |
| словаки        | 2              | 0,2%     |

Рідною мовою назвали:
| Мова      | Кількість осіб | Відсоток |
| --------- | -------------- | -------- |
| румунська | 1135           | 88,5%    |
| угорська  | 74             | 5,8%     |
| циганська | 70             | 5,5%     |
| словацька | 1              | 0,1%     |

Склад населення комуни за віросповіданням:
| Релігія            | Кількість осіб | Відсоток |
| ------------------ | -------------- | -------- |
| православні        | 909            | 70,8%    |
| п'ятдесятники      | 167            | 13,0%    |
| реформати          | 73             | 5,7%     |
| баптисти           | 59             | 4,6%     |
| греко-католики     | 43             | 3,4%     |
| римо-католики      | 25             | 1,9%     |
| бретрени           | 1              | 0,1%     |
| не вказали релігію | 5              | 0,4%     |